# Китайгород (Тростянецкий район)
Китайгород (укр. Китайгород) — село на Украине, находится в Тростянецком районе Винницкой области.
Код КОАТУУ — 0524184804. Население по переписи 2001 года составляет 383 человека. Почтовый индекс — 24335. Телефонный код — 4343.
Занимает площадь 1,98 км².

## Адрес местного совета
24335, Винницкая область, Тростянецкий р-н, с. Савинцы, ул. Мичурина, 1